# Grundstücks-Gesellschaft Trave
Die Grundstücks-Gesellschaft Trave mbH (Eigenschreibweise TRAVE) ist das Wohnungsunternehmen der Hansestadt Lübeck (92,5 % der Gesellschaftsanteile). Weitere Gesellschafterin ist die Stiftung „Lübecker Wohnstifte“ (7,5 %), die rechtlich selbständig ist, aber von der Hansestadt Lübeck nach den Vorschriften der schleswig-holsteinischen Gemeindeordnung verwaltet wird.

## Aufgaben und Ziele
Vorrangige Aufgabe der Grundstücks-Gesellschaft Trave mbH ist die Versorgung der Lübecker Bevölkerung mit bezahlbaren Wohnungen. Dazu bewirtschaftet sie zurzeit rund 8.200 eigene Wohnungen in allen Lübecker Stadtteilen, vom sanierten Altstadthaus bis zum ökologischen Neubau. Für die Hansestadt Lübeck sowie die Stiftungen „Vereinigte Testamente“, „Kriegsopferdank“ und „Lübecker Wohnstifte“ verwaltet und bewirtschaftet die Grundstücks-Gesellschaft Trave weitere rund 450 Wohnungen.
Seit 1981 betreut die Grundstücks-Gesellschaft Trave als Sanierungsträger treuhänderisch die Durchführung von Sanierungsmaßnahmen in der Lübecker Altstadt. Dabei berät sie private Bauherren, betreut Ordnungsmaßnahmen, vermittelt Städtebauförderungsmittel und bewirtschaftet das städtische Treuhandvermögen. Zudem hat die Trave als Sanierungsträger auch die finanzwirtschaftliche Betreuung der Lübecker Projektgebiete St. Lorenz und Buntekuh im Rahmen des Förderprogramms „Soziale Stadt“ übernommen.
Im Stadtgebiet von Lübeck realisiert die Grundstücks-Gesellschaft Trave regelmäßig die Erschließung neuer Wohnbaugebiete im Auftrag der Hansestadt Lübeck oder als eigene Projektentwicklung (z. B. Wohngebiet „Bornkamp“ mit ca. 300 Grundstücken von 2005 bis 2010).

## Wohnungsbestand (Stand 31. Dezember 2022)
- Eigene Mietwohnungen: 5.515
- Garagen/Stellplätze: 1.168
- Gewerbe- und andere Objekte: 86
- Objekte in Verwaltung für Dritte: 380